# Thiago Alcântara
Thiago Alcântara do Nascimento (ur. 11 kwietnia 1991 w San Pietro Vernotico) – były hiszpański piłkarz pochodzenia brazylijskiego, który występował na pozycji pomocnika. W latach 2011–2021 reprezentant Hiszpanii. Uczestnik Mistrzostw Świata 2018 i Mistrzostw Europy 2016 i 2020. Starszy brat innego piłkarza Rafinhy (również wychowanka FC Barcelony). Dwukrotny zwycięzca Ligi Mistrzów UEFA: w 2011 roku z FC Barceloną oraz w 2020 roku z Bayernem Monachium. Siedmiokrotny mistrz Niemiec i czterokrotny mistrz Hiszpanii.
W czasie kariery występował na pozycji pomocnika w takich klubach jak: FC Barcelona, Bayern Monachium i Liverpool.

## Kariera klubowa

### Początki kariery
Thiago urodził się we włoskim mieście Bari, w okresie, w którym jego ojciec Mazinho grał dla US Lecce. Wychowywał się jednak w Brazylii, która była jego rodzinnym krajem. Mieszkał tam wraz z matką. Karierę rozpoczął w dziecięcych kategoriach brazylijskiej drużyny CR Flamengo. W wieku 5 lat przeniósł się do Hiszpanii. Dołączył tam do klubu Ureca. Mając 10 lat wrócił do CR Flamengo. Do Hiszpanii trafił ponownie w 2004, tym razem dołączając do FC Barcelona.

### FC Barcelona
W pierwszej drużynie zadebiutował 17 maja 2009, kiedy to wszedł na ostatnie 18 minut przegranego spotkania z RCD Mallorca. 20 lutego 2010, w spotkaniu ligowym z Racingiem Santander, Thiago zdobył swoją pierwszą bramkę w barwach Barcelony. W 77. minucie wszedł na boisko za Yayę Touré, zaś siedem minut później strzelił gola, dzięki czemu ustalił wynik meczu na 4:0.
W sezonie 2010/2011 zaczął regularnie trenować z pierwszym zespołem i w sumie zaliczył w nim 12 występów. 17 stycznia 2011 dyrektor sportowy Barcelony, Andoni Zubizarreta, ogłosił zawodnikowi, że od sezonu 2011/2012 na stałe stanie się zawodnikiem pierwszego zespołu. 2 kwietnia 2011 podczas wygranego 1:0 meczu z Villarreal CF po raz pierwszy wyszedł w podstawowym składzie.

### Bayern Monachium
14 lipca 2013 Thiago podpisał czteroletni kontrakt z Bayern Monachium, który zapłacił za niego Barcelonie 25 milionów euro.

### Liverpool
18 września 2020 podpisał 4 letni kontrakt z Liverpoolem, a kwota transferu wyniosła 30 milionów euro. Po wygaśnięciu kontraktu, w lipcu 2024 roku postanowił zakończyć karierę piłkarską.

### Kariera reprezentacyjna
Thiago występował również w młodzieżowych reprezentacjach Hiszpanii. Z drużyną U-17 uczestniczył w Młodzieżowych Mistrzostwach Europy w Turcji na których Hiszpanie zajęli pierwsze miejsce. W finałowym meczu z reprezentacją Francji Thiago zdobył jednego z goli. Dwa lata później Thiago uczestniczył w Mistrzostwach Europy U-19 odbywających się we Francji. Był podstawowym zawodnikiem reprezentacji Hiszpanii, która doszła do finału tej imprezy. We wrześniu 2010 zadebiutował w reprezentacji U-21 w meczu z Holandią.
W seniorskiej reprezentacji Hiszpanii zadebiutował 10 sierpnia 2011 roku towarzyskim meczem z Włochami. Jego pierwszym meczem o punkty było zwycięstwo 6:0 z Liechtensteinem odniesione 6 września 2011 w eliminacjach Mistrzostw Europy 2012. Ze względu na odniesione kontuzje nie mógł zagrać w finałach Mistrzostw Europy w 2012 roku ani Mistrzostw Świata w 2014 roku. Reprezentował Hiszpanię w Mistrzostwach Europy w 2016 roku, Mistrzostwach Świata w 2018 roku i Mistrzostwach Europy w 2020 roku. Swój ostatni mecz w reprezentacji zagrał 6 lipca 2021 roku w półfinale Euro 2020 na stadionie Wembley w Londynie, w którym Hiszpanie zremisowali z Włochami 1:1, ale odpadli z dalszej gry po przegranej w serii rzutów karnych 3:5.

## Sukcesy

### FC Barcelona
- Liga Mistrzów UEFA: 2010/2011
- Superpuchar Europy UEFA: 2011
- Klubowe mistrzostwo świata: 2011
- Mistrzostwo Hiszpanii: 2008/2009, 2009/2010, 2010/2011, 2012/2013
- Puchar Króla: 2011/2012
- Superpuchar Hiszpanii: 2010, 2011

### Bayern Monachium
- Klubowe mistrzostwo świata: 2013
- Liga Mistrzów UEFA: 2019/2020
- Mistrzostwo Niemiec: 2013/2014, 2014/2015, 2015/2016, 2016/2017, 2017/2018, 2018/2019, 2019/2020
- Puchar Niemiec: 2013/2014, 2015/2016, 2018/2019, 2019/2020
- Superpuchar Niemiec: 2016, 2018

### Liverpool
- Puchar Anglii: 2021/2022
- Puchar Ligi Angielskiej: 2021/2022
- Tarcza Wspólnoty: 2022

### Reprezentacyjne
- Mistrzostwo Europy U-17: 2008
- Mistrzostwo Europy U-21: 2011, 2013

### Wyróżnienia
- Drużyna sezonu w Bundeslidze: 2016/2017[9]

## Życie prywatne
Thiago jest synem brazylijskiego piłkarza Mazinho oraz brazylijskiej siatkarki Valérii Alcântara. Jego brat Rafinha również jest piłkarzem.
Ma również młodszą siostrę, Thaisę, oraz brata, Bruno.